# Ole Henrik Grønn
Ole Henrik Grønn (sinh ngày 22 tháng 9 năm 1984) là một chính trị gia người Na Uy, trước đây thuộc Đảng Dân chủ Cơ Đốc giáo.
Ông từng là phó đại diện cho Quốc hội Na Uy từ Østfold lần đầu tiên trong nhiệm kỳ 2005–2009. Ông cũng là thành viên của hội đồng thành phố Sarpsborg.
Năm 2008, ông nhận được sự chú ý của quốc gia khi ông trở thành người đồng tính, và rời khỏi Đảng Dân chủ Cơ Đốc giáo. Ông không ngay lập tức tham gia một đảng khác, mà tiếp tục độc lập.